# 릴 베이비
도미니크 아르마니 존스(Dominique Armani Jones, 1994년 12월 3일 ~ )는 예명 릴 베이비(Lil Baby)로 더 잘 알려진 미국의 래퍼이다. 믹스테이프 Perfect Timing(2017)으로 유명세를 얻었다.
릴 베이비의 데뷔 정규 음반 Harder Than Ever(2018)는 미국 음반 산업 협회에서 플래티넘 인증을 받았고, 수록곡 "Yes Indeed"는 빌보드 핫 100 6위를 기록했다.

## 경력
2015년에 래퍼로 데뷔하였으며, 2017년도부터 믹스테이프와 싱글을 발매하기 시작하였다. 2018년 5월 15에 발매한 노래 "Yes Indeed"가 드레이크의 피쳐링으로 인기를 얻으며 빌보드 핫 100에서 6위까지 오르자 본격적으로 유명세를 얻기 시작하였으며 같은 해 5월 18일에 발매한 앨범 "Harder Than Ever"도 빌보드 200 3위까지 오르게 된다. 이 앨범에는 "Yes Indeed"를 비롯한 17개의 곡이 들어가 있다.
2018년 10월 5일에는 같은 조지아주 출신 래퍼이자 친구인 Gunna와 함께 앨범 "Drip Harder"를 내놓게 된다. 이 앨범은 빌보드 200 4위까지 올랐으며, 앨범 내에 포함된 싱글인 "Drip Too Hard"도 빌보드 핫 100 4위까지 오른다.

## 디스코그래피
정규 음반
- Harder Than Ever (2018)
- My Turn (2020)
- The Voice of the Heroes (2021)

## 수상 및 후보
| 시상식                 | 연도 | 후보                                                           | 부문                                  | 결과 | 각주   |
| ---------------------- | ---- | -------------------------------------------------------------- | ------------------------------------- | ---- | ------ |
| 아메리칸 뮤직 어워드   | 2020 | 릴 베이비                                                      | 올해의 신인 아티스트                  | 후보 | [ 1 ]  |
| 아메리칸 뮤직 어워드   | 2020 | My Turn                                                        | 페이버릿 힙합 음반                    | 후보 | [ 1 ]  |
| 아메리칸 뮤직 어워드   | 2021 | 릴 베이비                                                      | 페이버릿 남성 힙합 아티스트           | 후보 | [ 2 ]  |
| BET 어워드             | 2019 | 릴 베이비                                                      | 최우수 신인 아티스트                  | 수상 | [ 3 ]  |
| BET 어워드             | 2019 | 릴베이비 & 거나                                                | 최우수 그룹                           | 후보 | [ 3 ]  |
| BET 어워드             | 2021 | 릴베이비                                                       | 최우수 남성 힙합 아티스트             | 수상 | [ 4 ]  |
| BET 어워드             | 2021 | "For the Night" (Pop Smoke featuring Lil Baby & DaBaby)        | 최우수 콜라보레이션                   | 후보 | [ 4 ]  |
| BET 어워드             | 2021 | "The Bigger Picture"                                           | 코카콜라 시청자들의 선택 어워드       | 후보 | [ 4 ]  |
| BET 힙합 어워드        | 2019 | "Drip Too Hard" (with Gunna)                                   | 최우수 콜라보레이션                   | 후보 | [ 5 ]  |
| BET 힙합 어워드        | 2020 | "The Bigger Picture"                                           | 최우수 힙합 비디오                    | 후보 | [ 6 ]  |
| BET 힙합 어워드        | 2020 | "The Bigger Picture"                                           | 임팩트 트랙                           | 수상 | [ 6 ]  |
| BET 힙합 어워드        | 2020 | 릴 베이비                                                      | 올해의 힙합 아티스트                  | 후보 | [ 6 ]  |
| BET 힙합 어워드        | 2020 | My Turn                                                        | 올해의 힙합 음반                      | 후보 | [ 6 ]  |
| BET 힙합 어워드        | 2021 | 릴 베이비                                                      | 올해의 힙합 아티스트                  | 수상 | [ 7 ]  |
| BET 힙합 어워드        | 2021 | "Every Chance I Get" (DJ Khaled featuring Lil Baby & Lil Durk) | 최우수 콜라보레이션                   | 후보 | [ 7 ]  |
| BET 힙합 어워드        | 2021 | Lil Baby & Lil Durk                                            | 최우수 그룹                           | 수상 | [ 7 ]  |
| BET 힙합 어워드        | 2021 | 릴 베이비                                                      | 올해의 작사가                         | 후보 | [ 7 ]  |
| BET 힙합 어워드        | 2021 | 릴 베이비                                                      | 올해의 허슬러                         | 후보 | [ 7 ]  |
| BET 힙합 어워드        | 2021 | "We Win" (with Kirk Franklin)                                  | 임팩트 트랙                           | 후보 | [ 7 ]  |
| 빌보드 뮤직 어워드     | 2019 | 릴 베이비                                                      | 탑 신인 아티스트                      | 후보 | [ 8 ]  |
| 빌보드 뮤직 어워드     | 2021 | 릴 베이비                                                      | 탑 남성 아티스트                      | 후보 | [ 9 ]  |
| 빌보드 뮤직 어워드     | 2021 | 릴 베이비                                                      | 탑 스트리밍 송 아티스트               | 후보 | [ 9 ]  |
| 빌보드 뮤직 어워드     | 2021 | 릴 베이비                                                      | 탑 랩 아티스트                        | 후보 | [ 9 ]  |
| 빌보드 뮤직 어워드     | 2021 | 릴 베이비                                                      | 탑 랩 남성 아티스트                   | 후보 | [ 9 ]  |
| 빌보드 뮤직 어워드     | 2021 | My Turn                                                        | 탑 빌보드 200 음반                    | 후보 | [ 9 ]  |
| 빌보드 뮤직 어워드     | 2021 | My Turn                                                        | 탑 랩 음반                            | 후보 | [ 9 ]  |
| 그래미 어워드          | 2020 | "Drip Too Hard" (with Gunna)                                   | 최우수 랩/성 퍼포먼스                 | 후보 | [ 10 ] |
| 그래미 어워드          | 2021 | "The Bigger Picture"                                           | 최우수 랩 퍼포먼스                    | 후보 | [ 10 ] |
| 그래미 어워드          | 2021 | "The Bigger Picture"                                           | 최우수 랩 노래                        | 후보 | [ 10 ] |
| 그래미 어워드          | 2022 | Back of My Mind (피처링 및 작사/작곡)                          | 올해의 음반                           | 후보 | [ 10 ] |
| 그래미 어워드          | 2022 | Donda (피처링 및 작사/작곡)                                    | 올해의 음반                           | 후보 | [ 10 ] |
| 그래미 어워드          | 2022 | "We Win" (with Kirk Franklin)                                  | 최우수 현대 기독교 음악 퍼포먼스/노래 | 후보 | [ 10 ] |
| 그래미 어워드          | 2022 | "Hurricane" (Kanye West & The Weeknd featuring Lil Baby)       | 최우수 멜로딕 랩 퍼포먼스             | 수상 | [ 10 ] |
| 그래미 어워드          | 2022 | "Pride Is The Devil" (with J. Cole)                            | 최우수 멜로딕 랩 퍼포먼스             | 후보 | [ 10 ] |
| MTV 비디오 뮤직 어워드 | 2020 | "The Bigger Picture"                                           | 최우수 사회적 메시지를 담은 비디오    | 후보 | [ 11 ] |
| MTV 비디오 뮤직 어워드 | 2020 | "We Paid" (featuring 42 Dugg)                                  | 여름의 노래                           | 후보 | [ 11 ] |
| MTV 비디오 뮤직 어워드 | 2021 | "On Me" (featuring Megan Thee Stallion)                        | 최우수 힙합                           | 후보 | [ 12 ] |